# Nanawale Estates
Nanawale Estates est un census-designated place des États-Unis situé dans le district de Puna, dans le comté d'Hawaï de l'État du même nom, dans le sud-est de l'île d'Hawaï.
La localité se trouve sur les flancs du Kīlauea, au nord-est de sa caldeira sommitale,.